# ディスカバラー14号

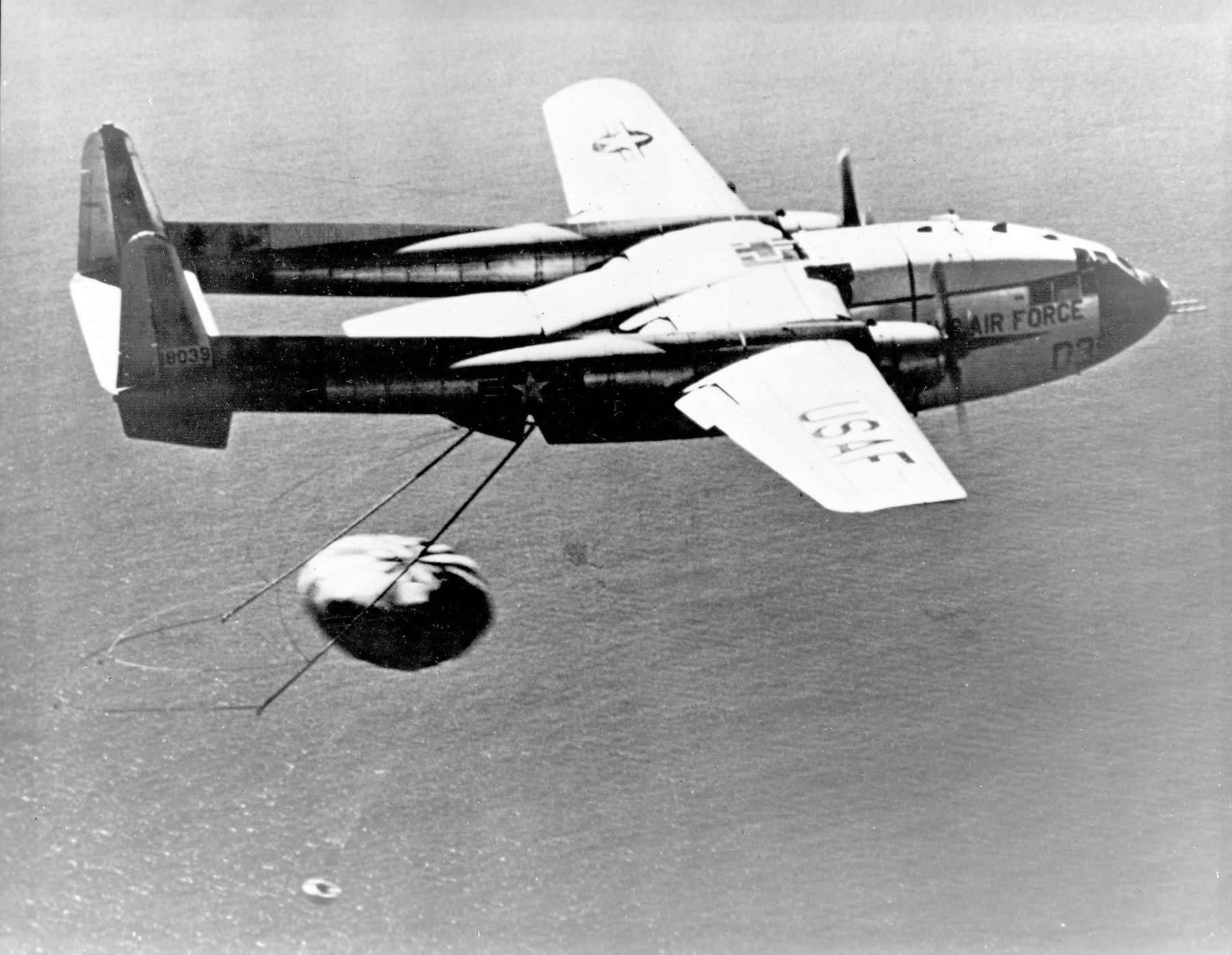
C-119によるフィルムコンテナの回収

ディスカバラー14号（Discoverer 14、KH-1 9009としても知られる）はアメリカ国防高等研究計画局(DARPA)とアメリカ空軍が管理したコロナ計画で使用されたアメリカ合衆国の偵察衛星である。1960年8月19日、C-119回収航空機で回収された。これは周回軌道上の衛星からフィルムを回収した初の事例であると同時に衛星から飛行機で空中回収に成功した初の事例でもある。